# 감독 (기독교)
감독(그리스어: ἐπισκοπος 에피스코포스[*]) 또는 '주교'는 기독교의 여러 교회가 모인 교구나 지역의 책임을 지는 기독교의 성직자로, 공교회에서 비롯한 교회의 제도이며 직책으로 본다. 영어로는 '비숍'(Bishop) 또는 존칭의미인 '라이트 레버런드'(Right Rev.)도 사용된다. 현재는 공교회 제도를 따르는 교단에서 볼 수 있다. 공교회 제도 운영방식의 차이는 있지만, 감독(주교)은 현재에도 교회의 동방전통과 서방전통에 남아 있고, 서방전통의 개신교회에서도 많은 교단이 이를 따른다. 동방전통에서는 각국의 정교회 전체가 이를 따르고, 서방전통에서는 천주교회, 루터교회, 성공회, 감리교회, 구세군, 오순절교회 일부 등이 이를 따른다. 
대한민국에서 사용 용어로 감독은 주로 개신교회에서 사용하며, 정교회와 천주교, 성공회에서는 주교를 사용한다.  

## 어원 및 역사
감독은 고대 코이네 그리스어, 흔히 헬라어로 ‘감독하는 자’, ‘관리자’, ‘지도자’ 등을 뜻하는 '에피스코포스'(ἐπισκοπος)를 번역한 말이며, 한글신약성서에서는 '감독자'(공동번역성서), ‘감독’(개역한글판)으로 번역되어 있다. 이로 보아 감독은 초대교회인 1세기부터 있었던 직책으로 본다.